# Tatjana Macura
Tatjana Macura (cyr. Татјана Мацура; ur. 2 maja 1981) – serbska polityczka i przedsiębiorca, parlamentarzystka, minister bez teki (od 2024).

## Życiorys
Z wykształcenia ekonomistka, zajęła się prowadzeniem własnej działalności gospodarczej w branży telekomunikacyjnej. Działała w ruchu Dosta je bilo, wchodziła w skład zarządu głównego tego ugrupowania. W latach 2016–2020 sprawowała mandat posłanki do Zgromadzenia Narodowego. W 2018 odeszła z Dosta je bilo, w latach 2018–2020 pełniła funkcję współprzewodniczącej partii Stranka moderne Srbije. W 2019 została przewodniczącą stowarzyszenia „Mame su zakon”, działającego głównie na rzecz wspierania rodziny, kobiet i dzieci. W 2023 została ponownie wybrana do parlamentu, kandydując z ramienia koalicji skupionej wokół Serbskiej Partii Postępowej.
W maju 2024 powołana na urząd ministra bez teki w rządzie Miloša Vučevicia. Utrzymała tę funkcję ministerialną także w utworzonym w kwietniu 2025 gabinecie Đura Macuta.